# Hasseltiopsis
Hasseltiopsis es un género con cuatro especies de plantas de flores perteneciente a la familia Salicaceae. 

## Especies seleccionadas
- Hasseltiopsis albomicans
- Hasseltiopsis dioica
- Hasseltiopsis lencothyrsa
- Hasseltiopsis mucronata